# Hypopachus variolosus
Hypopachus variolosus és una espècie de granota que viu des de Costa Rica fins al sud de Texas.